# 실베스트레 이고아
실베스트레 이고아 가르시안디아(스페인어: Silvestre Igoa Garciandia; 1920년 9월 5일, 바스크 주 산 세바스티안 ~ 1969년 5월 31일, 바스크 주 산 세바스티안)는 스페인의 전 축구 선수이다. 그는 스페인을 대표로 하여 1950년 FIFA 월드컵에 참가해 2골을 기록했다. 그는 1941년부터 1950년대까지 발렌시아에서 활약하며 구단의 1940년대 중흥기를 열기도 했다.

## 국가대표팀 득점 기록
| #  | 날짜            | 경기장                             | 상대     | 점수 | 최종결과 | 대회               |
| -- | --------------- | ---------------------------------- | -------- | ---- | -------- | ------------------ |
| 1. | 1948년 5월 30일 | 스페인 바르셀로나 몬주이크         | 아일랜드 | 1–1  | 2–1      | 친선경기           |
| 2. | 1948년 5월 30일 | 스페인 바르셀로나 몬주이크         | 아일랜드 | 2–1  | 2–1      | 친선경기           |
| 3. | 1948년 6월 20일 | 스위스 취리히 하트투엄             | 스위스   | 2–0  | 3–3      | 친선경기           |
| 4. | 1948년 6월 20일 | 스위스 취리히 하트투엄             | 스위스   | 3–2  | 3–3      | 친선경기           |
| 5. | 1949년 6월 12일 | 아일랜드 더블린 데일리먼트 파크    | 아일랜드 | 4–1  | 4–1      | 친선경기           |
| 6. | 1950년 6월 25일 | 브라질 쿠리치바 두리바우 지 브리투 | 미국     | 1–1  | 3–1      | 1950년 FIFA 월드컵 |
| 7. | 1950년 7월 13일 | 브라질 히우 지 자네이루 마라카낭   | 브라질   | 1–6  | 1–6      | 1950년 FIFA 월드컵 |

## 수상
발렌시아
- 라 리가: 1941–42, 1943–44, 1946–47
- 코파 델 헤네랄리시모: 1948–49
- 코파 에바 두아르테: 1949